# 神山羊
神山羊（日语：／ Kamiyama Yoh，1月9日—）是一位日本男性歌手，唱片公司為日本索尼音樂娛樂，作為VOCALOID作曲家使用的名義為有機酸(uki3)。

## 簡歷
2014年11月12日，以「有機酸」的名義於Niconico動畫發佈了使用VOCALOID完成的歌曲《退紅トレイン》。
2017年8月，發佈了《quiet room》，並於次月發行了同一首歌曲的首張翻唱。
2018年11月3日，開始使用「神山羊」的名義並以此名義發佈新曲《YELLOW》。
2020年3月4日在Sony Music Associated Records首次亮相。 TV動畫《空挺Dragons》的片頭曲《群青》作為他的出道單曲同日發行。
2021年3月10日，TV動畫《堀與宮村》片頭曲《色香水》發佈。

## 外部鏈接
- 神山羊 OFFICIAL WEB SITE
- 神山羊 - Yoh Kamiyama的X（前Twitter）
- e.w.e official的X（前Twitter）
- YouTube上的神山羊頻道
- 有機酸在SoundCloud上的页面

1. ↑  .   [2024-07-17]. （原始内容存档于2024-04-28）.
2. ↑  Inc, Natasha. . 音楽ナタリー.   [2024-07-17]. （原始内容存档于2023-11-06） （日语）.